# Косапан
Косапан (каз. Қосапан) — село в Рыскуловском районе Жамбылской области Казахстана. Входит в состав Когершинского сельского округа. Код КАТО — 315039600.

## Население
В 1999 году население села составляло 113 человек (63 мужчины и 50 женщин). По данным переписи 2009 года, в селе проживали 93 человека (48 мужчин и 45 женщин).